# 六角六片三角孔ねじれ正多面体
六角六片三角孔ねじれ正多面体（ろっかくろっぺんさんかくこうねじれせいためんたい、英: mutetrahedron）とは、ねじれ正多面体の一種で正四面体と切頂四面体による空間充填形から正三角形を除いた多面体である。

## 性質
- 構成面: 正六角形無限枚
- 辺: 無限本
- 頂点: 無限個の各頂点に正六角形6枚がジグザグに集まる。
- シュレーフリの記号: {6, 6 | 3}
- 自己双対である。